# Atacama Pathfinder Experiment
Atacama Pathfinder Experiment (APEX) — радиотелескоп, расположенный на высоте 5100 метров над уровнем моря, в обсерватории Льяно-де-Чахнантор, в пустыне Атакама на севере Чили, в 50 километрах к востоку от Сан-Педро-де-Атакама. Основная тарелка телескопа имеет в диаметре 12 метров и состоит из 264 алюминиевых панелей. Телескоп официально открыли 25 сентября 2005 года.
Телескоп APEX является модифицированным прототипом антенны ALMA (англ. Atacama Large Millimeter Array — «Атакамская большая [антенная] решётка миллиметрового диапазона») и находится на месте будущей ALMA-обсерватории. Он сможет найти немало объектов, которые впоследствии ALMA будет способна изучать в деталях. APEX разработан для работы с субмиллиметровыми волнами, а именно от 0,2 до 1,5 миллиметра — между инфракрасными и радио-волнами. Субмиллиметровая астрономия даёт возможность исследовать пыль в холодной и далёкой Вселенной, однако слабые сигналы из космоса в субмиллиметровом диапазоне сильно поглощаются водяным паром, который присутствует в земной атмосфере. Плато Чахнантор — идеальное место для такого телескопа, поскольку оно является одним из самых сухих регионов планеты и, кроме того, находится на значительно большей высоте, чем аналогичные телескопы («Очень Большой Телескоп» на обсерватории Серро Параналь, обсерватория на Мауна Кеа и т. д.).